# Åmot, Vinje kommun
Åmot är en tätort i Vinje kommun i Telemark fylke i södra Norge. Orten ligger där Europaväg 134 möter fylkesväg 37 och fylkesväg 38. Den utgör kommunens centralort såväl som största tätort.